# Antonio Salandra
Antonio Salandra (ur. 13 sierpnia 1853, zm. 9 grudnia 1931) – włoski prawnik i polityk konserwatywny.
Profesor prawa na uniwersytecie w Rzymie, 1899–1900 minister rolnictwa, 1906 minister finansów, 1909–1910 minister skarbu, 1914–1916 premier, doprowadził do przystąpienia Włoch do I wojny światowej na korzystnych warunkach po stronie Ententy, 1919–1920 przedstawiciel swojego kraju na paryskiej konferencji pokojowej,  w 1920 poparł Benito Mussoliniego, 1923–1925 delegat Włoch w Lidze Narodów, od 1928 senator.